# Пауло Дибала
Пауло Езекиел Дибала е аржентински професионален футболист, играещ за италианския Рома и националния отбор на Аржентина като нападател. Прякорът му е La Joya – скъпоценния камък. 

## Футболна кариера

### Ранни години
Дибала започва футболната си кариера в младежката академия на аржентинския „Институто“. Там той тренира осем години, докато не подписва договор с мъжкия тим на клуба.

### Палермо
На 29 април 2012 г. „Палермо“ обявяват трансфера на Дибала, като го наричат „новия Серхио Агуеро“. Прави дебюта си в Серия А срещу отбора на „Лацио“. В сезон 2013/14 печели Серия Б и връща отбора в италианския елит.

### Ювентус
През месец май 2015 г. треньорът на „Палермо“ Джузепе Якин обявява, че от новия сезон 2015/16 Дибала ще играе в „Ювентус“. Сумата, която бианконерите плащат за младока е 32 млн. евро и 8 млн. като бонуси. На 14 юли той официално е представен като играч на „Ювентус“ и взима фланелката с номер 21, която през годините е носена от Зинедин Зидан, Андреа Пирло и други големи звезди. В Торино сочат младия нападател за заместник на напускащата в посока „Бока Хуниорс“ звезда от последните 2 сезона Карлос Тевес. В първия си сезон в „Ювентус“ вкарва 23 гола във всички турнири и спечелва титулярно място. Освен като централен нападател, може да играе като крило и през сезон 2016/2017 често играе между линиите като изпълнява ролята на трекуартист. В началото на 2017 г. Роберто Баджо се изказва ласкаво за младата звезда, че е има огромен талант и може да достигне още по-високо ниво на игра. Самият той твърди, че иска да стане икона за клуба и да повтори кариерата на легендата Алесандро Дел Пиеро.
През април 2017 той подписа нов договор с „Ювентус“ до лятото на 2022 г. 

## Успехи
Палермо
- Серия Б (1): 2013/14

Ювентус
- Серия А (5) – 2015/16, 2016/17, 2017/18, 2018/19, 2019/20
- Купа на Италия (4) –  2015/16, 2016/17, 2017/18, 2020/21
- Суперкупа на Италия (2) – 2015, 2018
- Финал в Шампионска лига (1) – 2016/17

Рома
- Финал в Лига Европа (1) – 2022/23

Аржентина
- Световно първенство по футбол (1): 2022
- Финалисима (1): 2022